# Jeux européens de 2019
Navigation
Édition précédente Édition suivante
Les Jeux européens 2019, deuxième édition des Jeux européens, ont lieu à Minsk en Biélorussie du 21 au 30 juin 2019. La compétition d'aviron se déroule à Zaslawie, à 29 km de la capitale biélorusse. 
200 médailles sont mises en compétitions. Plus de 4 000 athlètes de 50 pays se rassemblent et rivalisent dans 15 sports (23 disciplines). Dans 10 sports, les athlètes peuvent obtenir les qualifications pour les Jeux olympiques 2020 à Tokyo et dans quatre sports se jouent le titre du champion d’Europe. La cérémonie d’ouverture se déroule le 21 juin 2019 et celle clôturant les Jeux européens, a lieu le 30 juin 2019.
Près de 6 000 bénévoles sont prévus et 1 000 de plus seront engagés en qualité de réserve. Les bénévoles sélectionnés suivent une formation pour ces Jeux européens et sont entraînés aux compétences nécessaires pendant les jours de compétitions. Les Comités olympiques européens vont fournir au comité d'organisation, un système spécial d'accréditation de la compagnie Swiss Timing.

## Sélection de la ville hôte

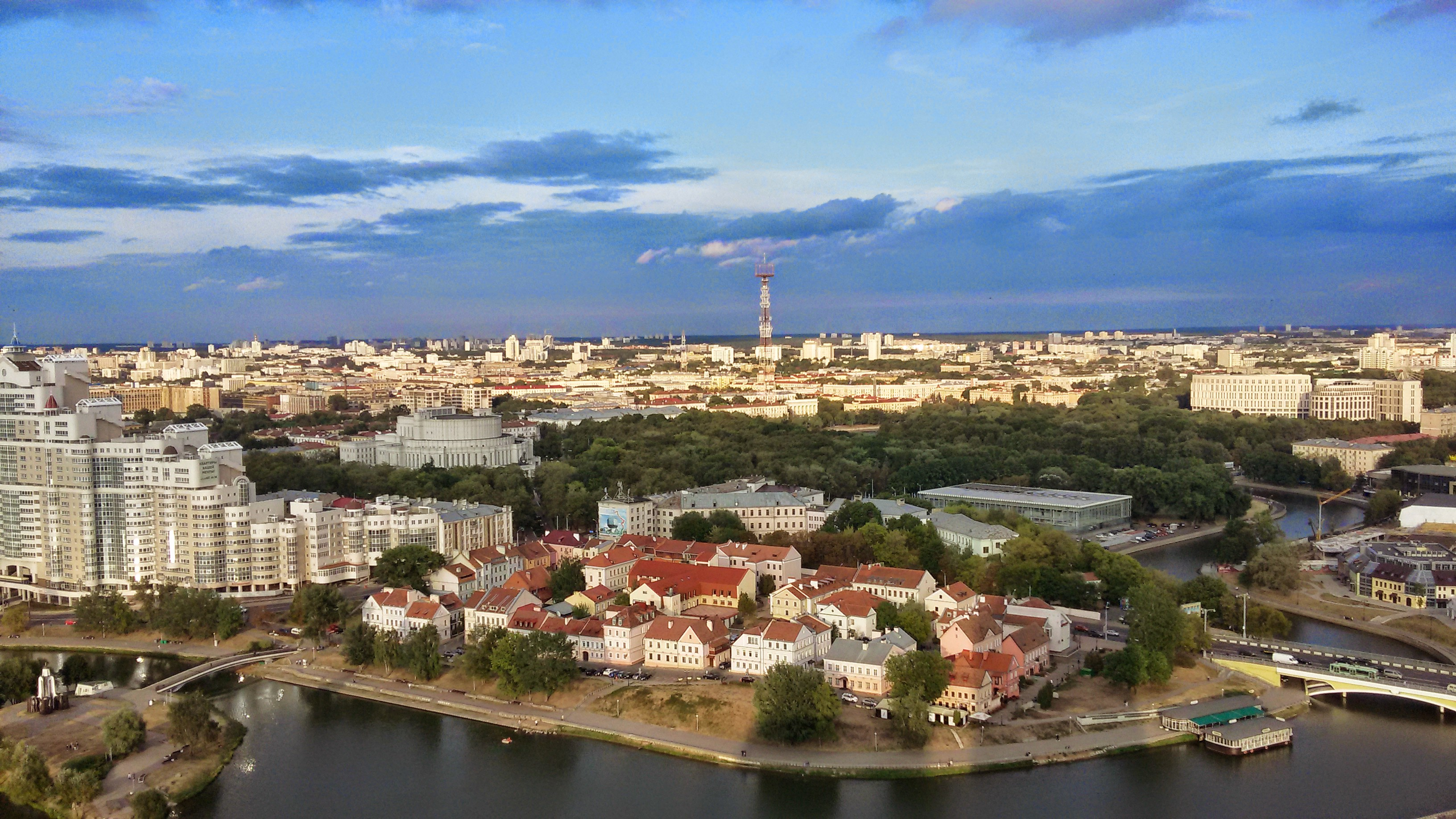
Vue de la ville de Minsk, en août 2015.

Plusieurs villes ont manifesté leur intérêt pour l'organisation de ces Jeux : Amsterdam et Rotterdam aux Pays-Bas, Glasgow au Royaume-Uni, Istanbul et Mersin en Turquie, Kazan et Sotchi en Russie. 
Le 16 mai 2015, lors de l'assemblée générale des Comités olympiques européens, les Pays-Bas sont désignés comme organisateur,. Le Comité olympique néerlandais avait pour idée un concept de jeux organisés dans différentes villes, pour un coût minimal. Toutefois, le 10 juin suivant, le Comité olympique néerlandais annonce renoncer à cette organisation, incapable de réunir les soutiens financiers nécessaires s'élevant à 57,5 millions d'euros de la part du gouvernement néerlandais, soit la moitié du budget prévu. La raison invoquée de ce manque de soutien du gouvernement est le fait qu'« il n'y a pas de garantie que les Jeux européens de 2019 attireront un nombre suffisant d'athlètes de haut niveau, [...] cet argent ne pouvant alors pas être consacré à l'organisation aux Pays-Bas d'autres événements sportifs de haut niveau ».
Dès lors, les Comités olympiques européens annoncent vouloir rouvrir le processus de sélection pour examiner les propositions. Le 20 juin 2015, Patrick Hickey, président du COE, annonce que sept candidats se sont déclarés pour accueillir cette édition, dont « deux nouveaux (qui) sont venus s'ajouter à la liste [...] avec le succès des Jeux à Bakou »,.
Le 21 janvier 2016, le Comité exécutif des COE réaffirme sa préférence pour une organisation par la Russie, dans les villes de Kazan ou Sotchi. Cette préférence est exprimée « à condition qu’elle puisse témoigner sa pleine capacité à mettre en place un programme antidopage de niveau international ». Une décision est attendue pour le mois de mai 2016.
Le 21 octobre 2016, lors de la 45e assemblée générale des COE, Minsk en Biélorussie est choisie pour organiser la 2e édition en 2019. Sur les 50 comités nationaux, 43 ont soutenu cette candidature, 5 d'entre eux se sont abstenus tandis que 2 ont refusé cette candidature (le Danemark et la Norvège).

## Organisation

### Comité d'organisation
Le 12 mai 2017, le Président de la Biélorussie Alexandre Loukachenko signe le décret sur la création du fond de la « Direction des IIe Jeux européens » à Minsk. Les fondateurs du fonds sont le Comité national olympique biélorusse, le comité exécutif de ville de Minsk, le ministère du sport et le tourisme de la République de Biélorussie. Le directeur du fond est Géorguy Katoulin, secrétaire général du comité National olympique de la Biélorussie.
En novembre 2017, la direction inaugure le site officiel des Jeux.

### Logo
Le logo des Jeux européens de 2019 est la fleur de fougère (« paparats'-kvetka »), la plante jouant un rôle important dans la culture des Slaves. Selon la légende, cette fleur ne fleurit qu'une fois dans l'année à minuit lors du Kupala : chaque personne apercevant cette floraison deviendra le possesseur des capacités extraordinaires et de talents. 

### Slogan
Le slogan de cette seconde édition est « Bright Year, Bright You » (« Année lumineuse, illumine-toi»), les initiales BY reprenant l'indicatif biélorusse au niveau international. L'équivalent biélorusse du slogan est la phrase «Час яскравых перамог», et la version russe «Время ярких побед!» (le temps de victoires vives). 

### Bénévoles
La campagne de sélection des volontaires pour les Jeux débute en septembre 2017 lors de la « Dobrofesta ». À la fin de la même année, la direction valide les candidatures de plus de 2 000 candidats, composé principalement d'étudiants et d'élèves d'établissements d'enseignement biélorusse. Par ailleurs, des demandes de candidats issus de Russie, d'Azerbaïdjan, de Grande-Bretagne, de Roumanie ainsi que de Singapour ont été acceptées. Les caractéristiques requises aux bénévoles demandées sont d'avoir un caractère sociable et de pratiquer de la langue anglaise. Le temps des Jeux, chaque volontaire reçoit un uniforme spécial et une accréditation.

### Transport
Le 27 décembre 2017, le plan global de transport pour ces Jeux est révélé. Parmi ses caractéristiques, il permet une optimisation des itinéraires pour que n'importe quel participant des compétitions puisse se rendre à un stade dans un délai maximal d'une demi-heure.

### Le soutien des sponsors
Le 15 décembre 2017, l'opérateur des jeux électroniques interactifs « Sport-pari » est devenu le sponsor officiel des jeux.

Le 22 décembre 2017, l'opérateur de télécommunications Velcom devient l'opérateur de télécommunications officiel des Jeux européens de 2019.

## Sites

Dinamo Stadium

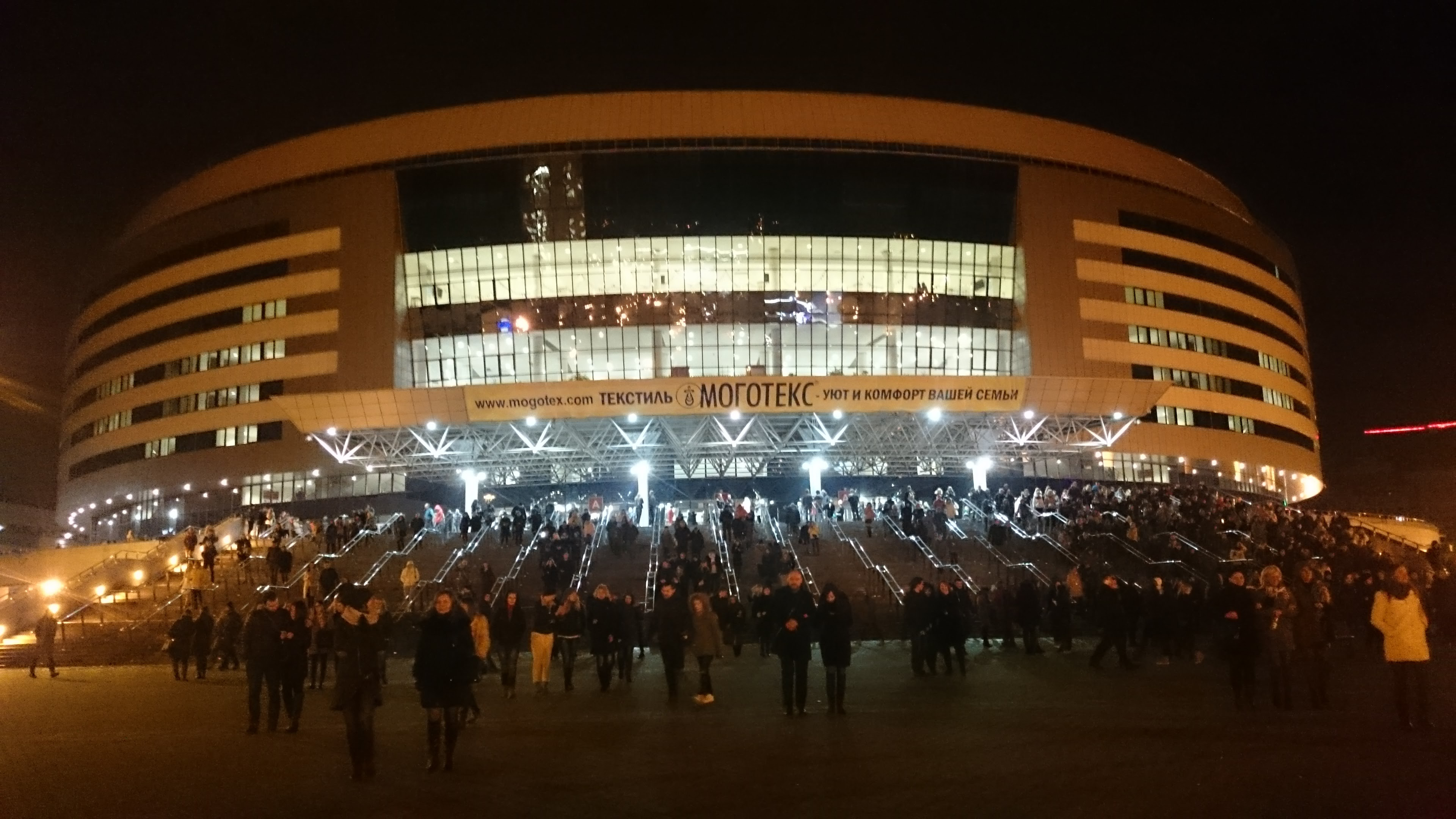
Minsk Arena

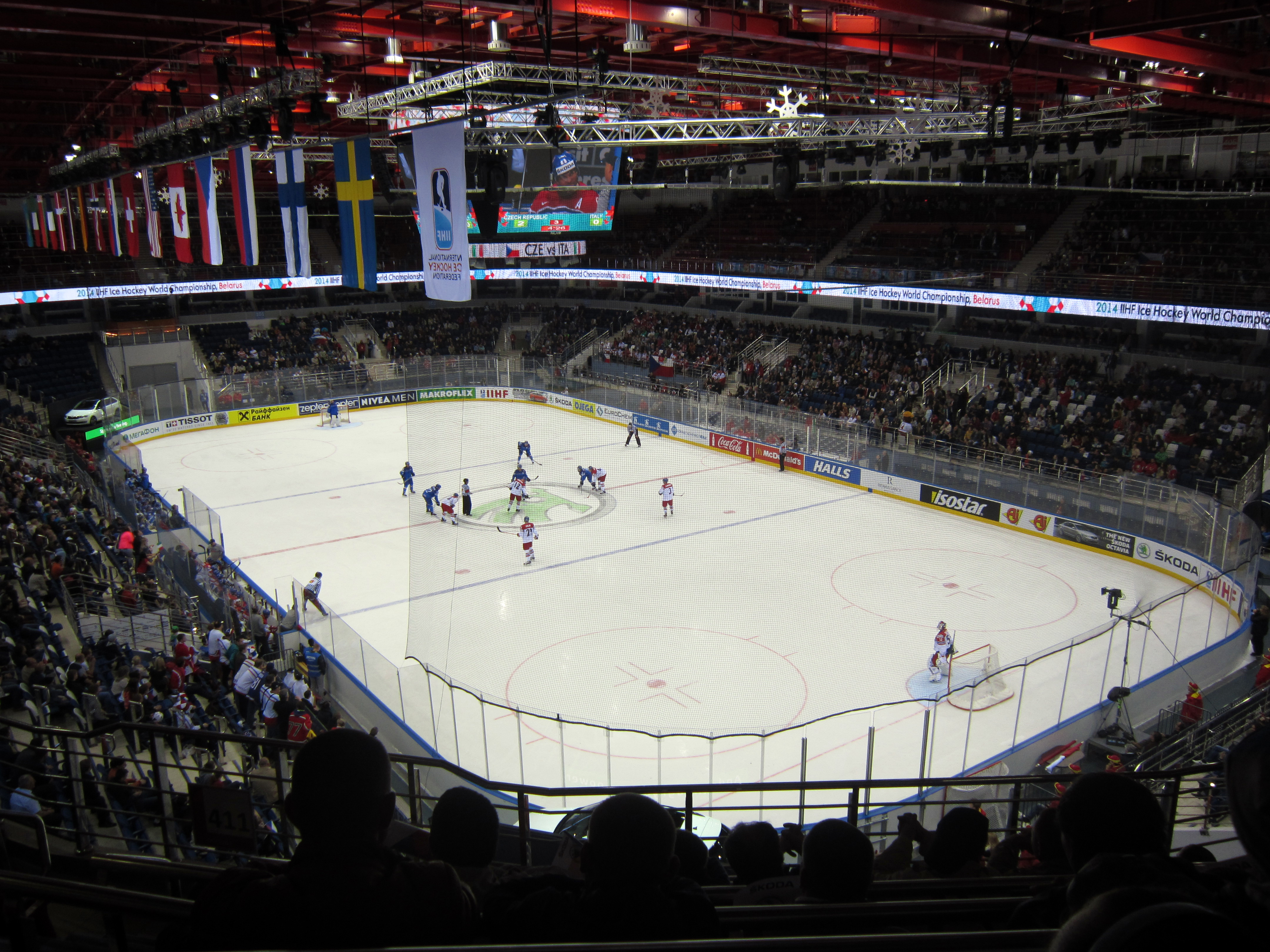
Čyžoŭka-Arena

Pour la tenue des jeux, plusieurs infrastructures sont déjà en place dans la capitale biélorusse, tandis que d'autres sont rénovées voir reconstruites avant le début de la compétition. C'est le cas du Stade Dinamo rénové entre 2012 et 2018, accueillant les cérémonies d'ouverture et de clôture ainsi que les compétitions d'athlétisme. 
Les athlètes vivront dans les logements d'un futur village d'étudiants, pouvant accueillir jusqu'à 6 000 personnes et terminé en avril 2019. Les officiels seront installés dans deux hôtels biélorusses.
| Infrastructure          | Sports                         | Capacité |
| ----------------------- | ------------------------------ | -------- |
| Dinamo Stadium          | Cérémonies, athlétisme         | 22 000   |
| Čyžoŭka-Arena           | Judo, karaté                   | 08 800   |
| Minsk-Arena             | Gymnastique                    | 08 000   |
| Minsk Sports Palace     | Boxe, haltérophilie, sambo     | 03 300   |
| Falcon Club             | Badminton                      | 02 000   |
| Minsk Arena Velodrome   | Cyclisme sur piste             | 02 000   |
| Olympic Sports Complex  | Football de plage, tir à l'arc | 01 500   |
| Zaslawye Regatta Course | Canoé kayak                    | 01 500   |
| Palova Arena            | Basketball 3x3                 | 01 000   |
| Tennis Olympic Center   | Tennis de table                | 01 000   |
| Sporting Club           | Tir                            | 0 300    |
| Shooting Centre         | Tir                            | 0 250    |
| Streets of Minsk        | Cyclisme sur route             | N/A      |

## Les Jeux

### Calendrier
Le calendrier de la compétition est le suivant.
| CO | Cérémonie d'ouverture | ● | Jour de compétition |  | Jour de finale | 4 | Nombre de finales | CC | Cérémonie de clôture |

| Juin                 | Juin              | 21 Ven | 22 Sam | 23 Dim | 24 Lun | 25 Mar | 26 Mer | 27 Jeu | 28 Ven | 29 Sam | 30 Dim | Épreuves |
| -------------------- | ----------------- | ------ | ------ | ------ | ------ | ------ | ------ | ------ | ------ | ------ | ------ | -------- |
| Cérémonies           | Cérémonies        | CO     |        |        |        |        |        |        |        |        | CC     |          |
| Athlétisme           | Athlétisme        |        |        | 9      |        | ●      | ●      |        | 1      |        |        | 10       |
| Badminton            | Badminton         |        |        |        | ●      | ●      | ●      | ●      | ●      | 2      | 3      | 5        |
| Basket-ball 3х3      | Basket-ball 3х3   | ●      | ●      | ●      | 2      |        |        |        |        |        |        | 2        |
| Boxe                 | Boxe              | ●      | ●      | ●      | ●      | ●      | ●      |        | ●      | 7      | 8      | 15       |
| Canoë-kayak          | Canoë-kayak       |        |        |        |        | ●      | 5      | 11     |        |        |        | 16       |
| Cyclisme             |                   |        |        |        |        |        |        |        |        |        |        |          |
| Piste                |                   |        |        |        |        |        | 4      | 5      | 5      | 6      | 20     |          |
| Route                |                   | 1      | 1      |        | 2      |        |        |        |        |        | 4      |          |
| Football de plage    | Football de plage |        |        |        |        | ●      | ●      | ●      | ●      | 1      |        | 1        |
| Gymnastique          |                   |        |        |        |        |        |        |        |        |        |        |          |
| Acrobatique          |                   | 4      | 2      |        |        |        |        |        |        |        | 6      |          |
| Aérobic              |                   |        |        | 1      | 1      |        |        |        |        |        | 2      |          |
| Artistique           |                   |        |        |        |        |        | ●      |        | 2      | 10     | 12     |          |
| Rhythmique           |                   | 1      | 7      |        |        |        |        |        |        |        | 8      |          |
| Trampoline           |                   |        |        | 2      | 2      |        |        |        |        |        | 4      |          |
| Judo                 | Judo              |        | 5      | 4      | 5      | 1      |        |        |        |        |        | 15       |
| Karaté               | Karaté            |        |        |        |        |        |        |        |        | 6      | 6      | 12       |
| Lutte                |                   |        |        |        |        |        |        |        |        |        |        |          |
| Femmes               |                   |        |        |        | ●      | ●      | 2      | 4      |        |        | 6      |          |
| Gréco-romaine        |                   |        |        |        |        |        |        | ●      | 3      | 3      | 6      |          |
| Libre                |                   |        |        |        | ●      | 4      | 2      |        |        |        | 6      |          |
| Sambo                | Sambo             |        | 9      | 9      |        |        |        |        |        |        |        | 18       |
| Tennis de table      | Tennis de table   |        | ●      | ●      | ●      | 1      | 2      | ●      | ●      | 2      |        | 5        |
| Tir                  |                   |        |        |        |        |        |        |        |        |        |        |          |
| Pistolet et carabine |                   | 2      | 2      | 3      | 1      | 3      | 1      | 1      |        |        | 13     |          |
| Fusil de chasse      |                   | ●      | 2      | 1      |        | ●      | 2      | 1      |        |        | 6      |          |
| Tir à l'arc          | Tir à l'arc       | ●      | 2      | 2      | ●      | ●      | 2      | 2      |        |        |        | 8        |
| Total                | Total             | 0      | 24     | 38     | 14     | 8      | 16     | 24     | 12     | 28     | 36     | 200      |
| Juin                 | Juin              | 21 Ven | 22 Sam | 23 Dim | 24 Lun | 25 Mar | 26 Mer | 27 Jeu | 28 Ven | 29 Sam | 30 Dim | Épreuves |

### Nations participantes
Plus de 6 000 athlètes, provenant de 50 pays européens, participent aux premiers Jeux européens de 2015. L'ensemble des comités nationaux olympiques membre du comité olympique européen envoie une délégation pour ces jeux.
- Albanie
- Allemagne
- Andorre
- Arménie
- Autriche
- Azerbaïdjan
- Belgique
- Biélorussie (organisateur)
- Bosnie-Herzégovine
- Bulgarie
- Chypre
- Croatie
- Danemark
- Estonie
- Espagne
- Finlande
- France
- Géorgie
- Grèce
- Hongrie
- Irlande
- Islande
- Israël
- Italie
- Kosovo
- Lettonie
- Liechtenstein
- Lituanie
- Luxembourg
- Macédoine du Nord
- Malte
- Moldavie
- Monaco
- Monténégro
- Norvège
- Pays-Bas
- Pologne
- Portugal
- République tchèque
- Roumanie
- Grande-Bretagne
- Russie
- Saint-Marin
- Serbie
- Slovaquie
- Slovénie
- Suède
- Suisse
- Turquie
- Ukraine

### Tableau des médailles
43 nations sur 50 repartent avec au moins une médaille. Seuls sept pays n'ont remporté aucune médaille : l'Albanie, l'Andorre, l'Islande, le Liechtenstein, la Macédoine du Nord, Malte, et Monaco.
- Pays organisateur

| Rang | Nation             | Or | Argent | Bronze | Total |
| ---- | ------------------ | -- | ------ | ------ | ----- |
| 1    | Russie             | 44 | 23     | 42     | 109   |
| 2    | Biélorussie        | 24 | 16     | 29     | 69    |
| 3    | Ukraine            | 16 | 17     | 18     | 51    |
| 4    | Italie             | 13 | 15     | 13     | 41    |
| 5    | Pays-Bas           | 9  | 13     | 7      | 29    |
| 6    | Allemagne          | 7  | 6      | 13     | 26    |
| 7    | Géorgie            | 6  | 10     | 14     | 30    |
| 8    | France             | 6  | 9      | 13     | 28    |
| 9    | Grande-Bretagne    | 6  | 9      | 8      | 23    |
| 10   | Azerbaïdjan        | 5  | 10     | 13     | 28    |
| 11   | Arménie            | 5  | 3      | 3      | 11    |
| 12   | Espagne            | 5  | 2      | 6      | 13    |
| 13   | Hongrie            | 4  | 6      | 9      | 19    |
| 14   | Belgique           | 4  | 1      | 1      | 6     |
| 14   | Slovénie           | 4  | 1      | 1      | 6     |
| 16   | Bulgarie           | 3  | 7      | 8      | 18    |
| 17   | Portugal           | 3  | 6      | 6      | 15    |
| 18   | Suisse             | 3  | 3      | 4      | 10    |
| 19   | Israël             | 3  | 3      | 1      | 7     |
| 20   | Grèce              | 3  | 2      | 4      | 9     |
| 21   | Danemark           | 3  | 2      | 3      | 8     |
| 22   | Pologne            | 3  | 1      | 10     | 14    |
| 23   | Suède              | 3  | 1      | 4      | 8     |
| 24   | Turquie            | 2  | 6      | 7      | 15    |
| 25   | Tchéquie           | 2  | 5      | 6      | 13    |
| 26   | Roumanie           | 2  | 3      | 5      | 10    |
| 27   | Lettonie           | 2  | 3      | 2      | 7     |
| 28   | Croatie            | 2  | 1      | 5      | 8     |
| 29   | Lituanie           | 2  | 1      | 0      | 3     |
| 30   | Finlande           | 2  | 0      | 1      | 3     |
| 31   | Autriche           | 1  | 2      | 4      | 7     |
| 31   | Irlande            | 1  | 2      | 4      | 7     |
| 33   | Serbie             | 1  | 2      | 3      | 6     |
| 34   | Kosovo             | 1  | 1      | 1      | 3     |
| 35   | Estonie            | 0  | 2      | 3      | 5     |
| 36   | Moldavie           | 0  | 1      | 4      | 5     |
| 37   | Slovaquie          | 0  | 1      | 3      | 4     |
| 38   | Luxembourg         | 0  | 1      | 2      | 3     |
| 39   | Bosnie-Herzégovine | 0  | 1      | 0      | 1     |
| 39   | Chypre             | 0  | 1      | 0      | 1     |
| 39   | Monténégro         | 0  | 1      | 0      | 1     |
| 42   | Norvège            | 0  | 0      | 2      | 2     |
| 43   | Saint-Marin        | 0  | 0      | 1      | 1     |

### Sports
Le 19 juin 2015, lors d'une réunion entre l'Association des comités olympiques européens et les fédérations sportives européennes, les fédérations européennes se sont montrées favorables à l’idée de faire coïncider leurs championnats continentaux avec les Jeux européens, comme ce qu'il a été fait pour le judo et la lutte pour l'édition 2015 à Bakou. En plus du judo, c'est également le cas en 2019 pour le tennis de table, le tir et le badminton. 
15 sports sont au programme des Jeux européens : le tir à l'arc, l'athlétisme, le badminton, le basket-ball 3х3, le football de plage, la boxe, le canotage, le cyclisme, la gymnastique, le judo, la carat, le sambo, le tir, le tennis de table, la lutte. Un certain nombre de disciplines ont disparu du programme par rapport aux Jeux européens de 2015 : tous les sports aquatiques (plongée, natation sportive, natation synchronisée et water-polo), BMX, VTT, escrime, taekwondo, triathlon et le volley-ball (beach-volley et volley en salle). 
Dix sports offrent des places qualificatives pour les Jeux olympiques de Tokyo en 2020.
| - Athlétisme (10) - Badminton (5) - Basket-ball 3х3 (2) - Boxe (15) - Canoë-kayak (16) - Cyclisme - Piste (20) - Route (4) | - Football de plage (1) - Gymnastique - Acrobatique (6) - Aérobic (2) - Artistique (12) - Rythmique (8) - Trampoline (4) - Judo (15) | - Karaté (12) - Lutte (18) - Femmes (6) - Gréco-romaine (6) - Libre (6) - Sambo (18) - Tennis de table (5) - Tir (19) - Tir à l'arc (8) |

#### Acrobatie
Les compétitions d'acrobatie se dérouleront du 22 au 25 juin dans la Minsk-Arena d'une la capacité de 8 000 places. Six épreuves différentes auront lieu. Les compétitions comprennent trois disciplines parmi les équipes de femmes et les équipes mélangées.

#### Aérobic
Les compétitions d'aérobic se dérouleront du 22 au 23 juin dans la Minsk-Arena. Les compétitions passeront parmi les paires mélangées et les équipes et deux épreuves seront mises en jeu.

## Médias
Le comité prévoit la possibilité d’accréditation pour plus de 1000 journalistes issus de différents pays. Trois compagnies de médias se sont portées candidates à la transmission en direct de ces Jeux européens : le portugais Medialuso-Mediapro, l'espagnol International Sports Broadcasting (ISB) et le russe Match TV. En février 2018, c'est finalement ISB, déjà diffuseur officiel des Jeux européens de 2015, qui a été choisi par le comité d'organisation.
Toutes les chaînes de télé nationales seront engagées d’autorité (selon le contrat de sous-entreprise) à la télédiffusion. La chaîne L'Équipe diffusera la compétition en France.

### Diffuseurs par pays
- Albanie : Tring Media
- Allemagne,  Autriche,  Suisse,  Luxembourg : Sport1
- Azerbaïdjan : AzTV
- Biélorussie : BTRC
- Chine : CCTV-5
- Espagne : Teledeporte
- France : La chaîne L'Équipe
- Géorgie : 1TV, 2TV
- Grèce : ERT
- Hongrie : M4 Sport
- Italie : Sky Sport
- Kosovo : RTK 1
- Pologne : Polsat
- Portugal : Sport TV
- Tchéquie : ČT Sport
- Roumanie : TVR
- Royaume-Uni,  Irlande : BT Sport
- Russie : Match TV
- Slovénie : RTV Slo 2
- Slovaquie : RTVS 2
- Turquie : Sports TV
- Ukraine : Inter
- Autres pays : la Chaîne olympique